# Сражение при Кретополе
Сражение при Кретополе или сражение при писидийском Авлоне — вооружённое столкновение между войсками Антигона и сторонниками Пердикки, которое произошло в 319 году до н. э. После сражения Антигон подчинил своей власти большую часть Малой Азии.

## Предыстория
После смерти Александра в 323 году до н. э. регентом Македонской империи стал Пердикка. Около 322 года до н. э. он завоевал гористую провинцию с большим количеством укреплённых крепостей на юге Малой Азии Писидию, которую так и не смогли покорить при Александре. Новый правитель Писидии, брат Пердикки Алкета, согласно античным источникам, сумел завоевать расположение местных жителей.
Вскоре началась Первая война диадохов, в которой основными противниками Пердикки были сатрап Египта Птолемей и соправители Македонии Антипатр и Кратер. На время похода в Египет Пердикка назначил Эвмена стратегом-автократором войсками к западу от Таврских гор. Под его управление были переданы войска Алкеты. Несмотря на приказ Алкета категорически отказался подчиниться Эвмену и даже заявил, что считает позорным воевать с Антипатром, а его воины готовы присоединиться к Кратеру, который воплощает собой старые македонские традиции. Несмотря на то, что Эвмен был вынужден в одиночку сражаться с войсками сатрапа Армении Неоптолема и Кратера, он смог одержать две победы подряд. Во время сражения у Геллеспонта Кратер и Неоптолем погибли. Приблизительно в это же время в Египте был убит Пердикка. На общевойсковом собрании пятьдесят сторонников Пердикки, включая Эвмена и Алкету, заочно приговорили к смерти. Окончательный разгром войск сторонников Пердикки был поручен Антигону, для чего ему была передана в управление царская армия.
В этих условиях в Писиидию к Алкете прибыли несколько влиятельных сторонников Пердикки — Аттал вместе с братом Полемоном, военачальник Доким, а также бывший сатрап Келесирии Лаомедон. Эвмен предложил Алкете и другим военачальникам объединить войска под его управлением, на что те ответили отказом. Это позволило Антигону вести войну с разрозненными силами противника. В сражении при Оркинии Антигон одержал безоговорочную победу над Эвменом.

## Битва
После сражения при Оркинии Антигон, согласно Диодору Сицилийскому, форсированным маршем преодолел 2500 стадиев (около 450 км) всего за семь дней. Тот же античный источник оценивал силы Антигона в 40 тысяч пеших воинов, 7 тысяч всадников и 30 боевых слонов. Р. Биллоуз считал сведения о том, что войско Антигона смогло за неделю преодолеть почти 500 км, преувеличением, хоть и не отрицал экстраординарную быстроту, с которой оно прибыло к Кретополю в Писидии где находился Алкета. В. Рамси доказывал, что речь шла не о Кретополе, а о другом городе в Писидии Авлоне. В связи с этим столкновение имеет и альтернативное название «Сражение при писидийском Авлоне». Таким образом был достигнут эффект неожиданности, благодаря чему Антигон смог беспрепятственно занять господствующие высоты рядом с городом. По мнению И. Г. Дройзена, благодаря смелому манёвру Антигон выиграл сражение ещё до его начала.
Согласно Диодору Сицилийскому, Алкета собрал свои войска и постарался скинуть противника с занятых высот. Начался бой между тяжёловооружённой пехотой Алкета и конницей Антигона. В это время Антигон совершил смелый манёвр, который отреза́л атакующих от основных сил. В этих условиях сам Алкета чуть не попал в ловушку и был вынужден бежать с частью войска. После провала наступления на свои позиции Антигон с превосходящим по численности войском спустился с гор и начал окружать находящегося на равнине противника. Среди войска из 16 тысячи пеших воинов и семи тысяч всадников возникла паника и они не смогли должным образом построить фалангу. Большинство воинов предпочли сложить оружие, а затем влиться в войско Антигона. Таким образом Антигон не только одержал безоговорочную победу, но и взял в плен наиболее видных представителей партии Пердикки Полемона, Аттала и Докима. Возможно, в ходе сражения погиб Лаомедон.

## Последствия
После разгрома Алкета со своими гипаспистами, пажами и сохранившими верность писидийцами, которых насчитывалось около 6 тысяч, бежал на юг в Термессос. Жители города приняли Алкету и подтвердили свою верность «партии Пердикки». Однако, когда Антигон со всем своим войском подошёл к Термессосу и потребовал выдачи Алкеты, в городе возник раскол. Одна часть жителей, преимущественно молодёжь, выступали за войну, другая — выдачу Алкеты Антигону. Ситуация завершилась благодаря военной хитрости и предательству. Антигону был предложен следующий план действий: через несколько дней термесское войско выйдет на сражение, он сымитирует отступление, чтобы началось преследование. В это время, когда большинство сторонников Алкеты будут сражаться, сам военачальник будет взят в плен или убит, а затем живым или мёртвым выдан Антигону. Антигон согласился с предложенным планом. Когда Алкета понял, что его предали, то покончил жизнь самоубийством.
Через три дня после смерти Алкеты к Антигону прибыл Аристодем с новостью о смерти регента Македонской империи Антипатра. С поражением сторонников Пердикки у Кретополя и Термессосе, отступлением Эвмена, а также смертью Антипатра Антигон стал наиболее влиятельным в Малой Азии. Согласно Диодору Сицилийскому, Антигон был рад новости о смерти Антипатра вскоре после победы над пердикканцами и решил оставить за собой Малую Азию. Из «прежних», назначенных при Вавилонском разделе после смерти Александра, сатрапов в Малой Азии оставался лишь правитель Карии Асандр. Через несколько лет в 315 году до н. э. Асандр во время Третьей войны диадохов примкнул к врагам Антигона, проиграл и был вынужден признать его верховную власть над своей провинцией.

### Исследования
- Дройзен И. Г. История эллинизма. — Ростов-на-Дону: Феникс, 1995. — Т. 2. — 544 с. — ISBN 5-85880-079-3.
- Ефремов Н. В. Кария между Пердиккой и Антигоном (Некоторые примечания к истории западной Малой Азии в ранний период диадохов, 321–317 г. до н. э.) // Проблемы истории, филологии, культуры. — Магнитогорский государственный технический университет им. Г. И. Носова, 2012. — Вып. 35, № 1. — С. 3—26. — ISSN 1992-0431.
- Шофман А. С. Распад империи Александра Македонского / Печатается по постановлению редакционно-издательского совета Казанского университета. Отв. редактор В. Д. Жигунин. — Казань: Издательство Казанского университета, 1984.
- Anson E. Eumenes of Cardia. A Greek among Macedonians (англ.). — 2nd. — Leiden; Boston: Brill, 2015. — (Mnemosyne Supplements, History and Archaeology of Classical Antiquity, vol. 383). — ISBN 978-90-04-29717-3.
- Billows R. Antigonos the One-eyed and the Creation of the Hellenistic State (англ.). — Berkeley; Los Angeles; London: University of California Press, 1997. — ISBN 0-520-06378-3.
- Grainger J. D. Antipater’s Dynasty (англ.). — Yorkshire; Philadelphia: Pen & Sword Military, 2019. — 271 p. — ISBN 978-1-52673-088-6.
- Heckel W. Who's Who in the Age of Alexander the Great: Prosopography of Alexander's Empire (англ.). — Malden; Oxford; Carlton: Blackwell Publishing, 2006. — P. 95—99. — ISBN 1-4051-1210-7.
- Roisman Joseph. Alexander`s Veterans and the Early Wars of the Successors (англ.). — Austin: University of Texas Press, 2013. — xiv, 264 p. — ISBN 978-0-292-75431-7.